# مارسلو اوترو
مارسلو اوترو (انگلیسی: Marcelo Otero؛ زادهٔ ۱۴ آوریل ۱۹۷۱) بازیکن سابق فوتبال اهل اروگوئه است که در پست مهاجم بازی ‌می‌کرد. او در طول دوران حرفه‌ای خود به "ماروخو" لقب گرفت و برادر کوچکتر هافبک سابق رائول اوترو است.
وی همچنین در تیم ملی فوتبال اروگوئه بازی کرده‌است.